# Mezilaurus itauba
Mezilaurus itauba là một loài thực vật thuộc họ Lauraceae. Loài này có ở Bolivia, Brasil, Ecuador, Guyane thuộc Pháp, Peru, và Suriname.